# Principado de Tver
El principado de Tver (en ruso: Великое княжество Тверское) es un antiguo principado medieval de Rusia salido de la Rus de Kiev, centrado en la ciudad de Tver situada al noroeste de Moscú. El principado existió desde 1247 hasta 1485 sobre un territorio a lo largo del curso superior del Volga. En el apogeo de su poder, el principado de Tver fue uno de los rivales del Gran Principado de Moscú por su supremacía sobre el actual territorio de Rusia. Los principales centros del principado fueron las ciudades de Kashin, Zubtsov, Stáritsa, Dorogobuzh, Jolm, Kaliazin, Klin...

## Historia
El príncipe de Vladímir-Súzdal, Yaroslav II de Vladímir, separó alrededor de 1240 varias tierras alrededor de Tver para dárselas a su hijo Alejandro Nevski. En 1247, transfirió a otro de sus hijos,  Yaroslav III de Vladímir, Tver y sus dependencias, que más tarde fueron gobernados por esta rama.
Por su posición geográfica, este nuevo principado estaba menos expuesto a las conquistas mongolas. Se convirtió en el refugio de los hombres de Vladímir-Súzdal, así como de los Rus del oeste (Pólatsk, Kiev) presa de los ataques de los lituanos. En la segunda mitad del siglo XIII, Tver disfrutaba ya de una rápida prosperidad. Yaroslav Yaroslávich obtuvo el título de príncipe en la década de 1260 e intentó unificar las tierras rusas bajo su bandera. Su hijo Miguel Yaroslávich persiguió esta política, justo hasta convertirse él mismo en o príncipe de Vladímir en 1305. Tver entabló luego una rivalidad con Moscovia, vecino del sur, por la hegemonía sobre la parte noreste de la Rus de Kiev.

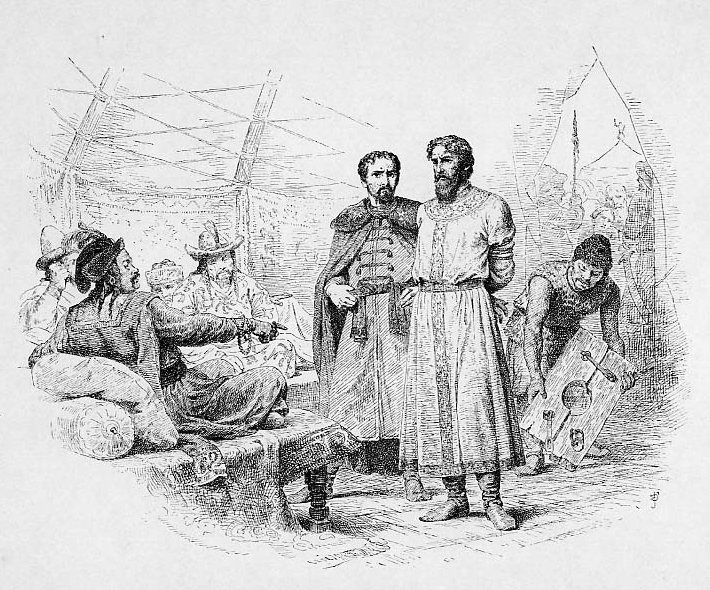
Miguel Yaroslávich ante Uzbeg Kan, por Vasili Vereshchaguin.

El poder creciente de Tver terminó preocupando a los kanes de la Horda de Oro. Uzbeg Kan tomó partido por Moscovia y convocó a Miguel Yaroslávich a la Horda para asesinarlo. Las mismas medidas se tomaron luego para sus hijos Dmitri y Aleksandr. El deseo de los príncipes de Tver de unificar a Rusia hizo de Tver el símbolo de la emancipación contra la hegemonía mongola. En 1327, la revuelta de Tver y de otras ciudades del norte fue brutalmente reprimida por los mongoles: Tver fue saqueada y quemada, su población masacrada y deportados los supervivientes como esclavos. Nunca se recuperó de este golpe y dejó de desempeñar un papel autónomo en la historia de Rusia. Los kanes exigieron el desmembramiento del principado en varios feudos. La segunda mitad del siglo XIV vio la aparición de Kashin, Jolm, Mikulin y Dorogobuzh, que finalmente se derrumbaron ellos mismo en una multitud de microestados. Estos eventos impidieron durante un siglo la búsqueda de la unificación de Rusia. Tver tenía entonces que tratar políticamente no solo con la Horda de Oro, sino también con Moscovia y el Gran Ducado de Lituania.
Cuando finalmente Moscovia, bajo el reinado de Dmitri Donskói, se encontró lo suficientemente fuerte como para levantarse contra la Horda de Oro, el príncipe Mijaíl Aleksándrovich de Tver se alió esta vez con la Horda de Oro y los lituanos; entonces Moscovia concluyó una alianza con el pequeño Principado de Kashin, que había estado luchando durante décadas con Tver. Tver recuperó su autoridad hacia la mitad del siglo XV a favor de la guerra de sucesión oponiendo Basilio II y Dmitri Shemiaka por el trono de Moscovia: ella trató de atacar, pero al final de la guerra civil de Moscovia había perdido mucho territorio. El príncipe de Tver Mijaíl Borísovich tuvo que firmar una serie de humillantes capitulaciones en favor de Iván III de Moscovia. La tentativa de convertirse en un vasallo de Lituania provocó el asedio de Tver por el ejército moscovita, que capturó la ciudad en 1485. El Principado de Tver fue derrotado, y dejó de existir como un estado independiente.

## Lista de príncipes  de Tver
- 1247-1252: Yaroslav III de Vladímir
- 1252-1294: Sviatoslav Yaroslávich, su hijo;
- 1294-1319: Miguel de Tver o Miguel Yaroslávich, el santo de Vladímir, su hermano;
- 1319-1326: Dimitri de Tver o Dmitri Mijáilovich, su hijo;
- 1326-1339: Alejandro de Tver o Alejandro II de Vladímir, su hermano;
- 1339-1345: Constantino de Tver, su hermano;
- 1346-1368: Basilio de Kashin, su hermano, príncipe de Kashin;
- 1368-1399: Miguel II o Mijaíl Aleksándrovich, hijo de Alejandro II de Vladímir;
- 13??-1365: Vsévolod Aleksándrovich, su hermano;
- 1399-1427: Iván Mijáilovich, hijo de Miguel II
- 1427-1427: Aleksandr Ivánovich, su hijo;
- 1427-1427: Yuri Aleksándrovich, su hijo;
- 1427-1461: Borís Aleksándrovich, su hermano;
- 1461-1485: Miguel III o Mijaíl Borísovich, su hijo.